# 클레어의 카메라
《클레어의 카메라》(영어: Claire's Camera)는 2018년 개봉된 프랑스, 대한민국의 드라마 영화이다. 홍상수가 감독과 각본을 맡았다. 2017년 제70회 칸 영화제에서 전세계 최초로 상영됐다.

## 캐스팅
- 이자벨 위페르 : 클레어 역
- 김민희 : 전만희 역
- 장미희 : 남양혜 역
- 정진영 : 홍상수 감독 역
- 사히라 파미
- 윤희선
- 이완민
- 강태우 : 중우 역